# Casco de Marboré
El Casco de Marboré, conegut també com a Punta Corral Ziego o Casque de Gavarnie, o simplement El Casco, una muntanya de 3.006 m d'altitud, amb una prominència de 205 m, que es troba al massís del Mont Perdut, entre la província d'Osca (Aragó) i el departament dels Alts Pirineus (França).
Per a fer l'ascensió al cim es pot fer des del vessant aragonès a través del refugi de Gòriz (2.100 m) i des del vessant francès pel refugi de Serradets a (2.587 m).